# Aardbeien Romanoff
Aardbeien Romanoff (soms kortweg Romanoff genoemd) is een nagerecht dat bestaat uit gekoelde aardbeien, gemarineerd in sinaasappellikeur en suiker of een andere combinatie en die geserveerd worden met een saus op basis van slagroom. Soms wordt er roomijs aan toegevoegd.
Dit dessert is waarschijnlijk vernoemd naar de Russische tsaren-dynastie Huis Romanov, ondanks dat de spelling afwijkt.
Er is onduidelijkheid over wie het recept bedacht heeft. Mogelijk was dit de Franse chef-kok Marie-Antoine Carême die ook aan het hof van tsaar Nicolaas de Eerste heeft gekookt. Een andere mogelijkheid is dat Auguste Escoffier het voor het eerst bereidde in het Carltonhotel in Londen. Escoffier zou het de naam Strawberries American Style hebben gegeven. Het gerecht had echter geen grote bekendheid. Later zou een Amerikaanse restauranthouder, Michael Romanoff (die claimde een afstammeling van de tsarenfamilie te zijn), het gerecht populair gemaakt hebben onder de naam Strawberries Romanoff.